# Kike Perdomo

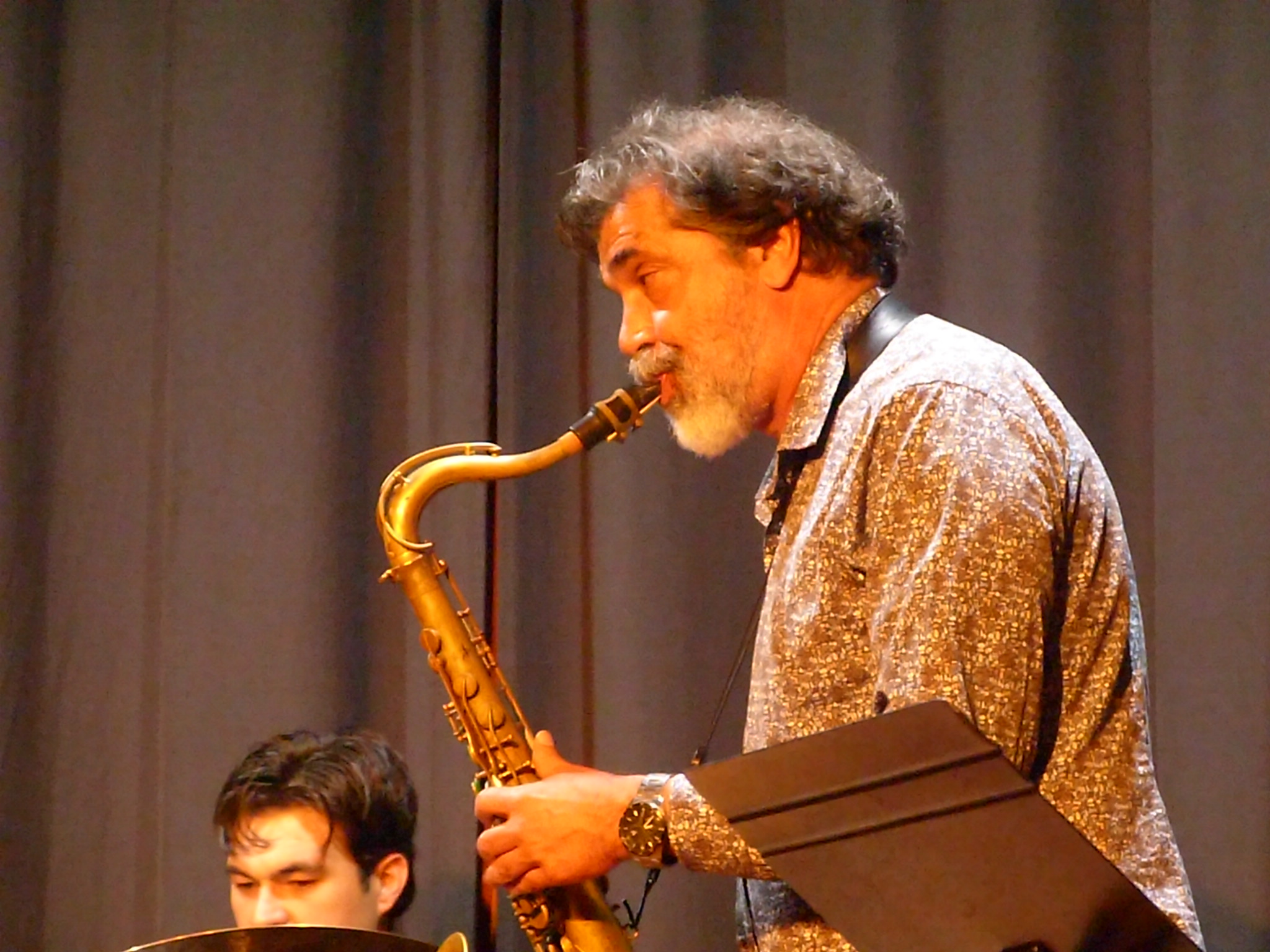
Kike Perdomo (mit Andrés Pérez Brito, dr) (2025)

Enrique „Kike“ Perdomo Castro (* 6. November 1961 in Santa Cruz de Tenerife) ist ein spanischer Saxophonist und Flötist des Fusion- und des Flamenco Jazz.

## Leben und Wirken
Perdomo lernte mit 9 Jahren autodidaktisch Gitarre, bevor er am Centro de Estudios Musicales seiner Heimatstadt Harmonielehre, Komposition, Improvisation und Querflöte studierte und seine Studien am Conservatorio Superior de Música de Santa Cruz de Tenerife vertiefte. Ab 1986 arbeitete er als professioneller Musiker und trat zunächst auf den Kanarischen Inseln mit Fusionbands wie B.K.4 und JackCannon und der Folkjazzgruppe Borondón auf. 1989 zog er nach Madrid, wo er auch an Workshops von Gary Bartz, Dave Schnitter, Greg Lyons und Greg Badolato teilnahm. 1991 kehrte er nach Teneriffa zurück, wo er die Gruppe Midi Doméstico gründete. Um sein Album Mbalax vorzustellen, ging er 1994 spanienweit auf Tournee, ebenso 1997 mit der Bigband von Miguel Ríos und in den letzten Jahren mehrfach mit der Flamencojazz-Gruppe Ziriab um Alexander Sputh und Pedro Sanz. Mit der Band von Torsten de Winkel und dessen Bimbache-Projekt trat er in New York City und mehrfach auf El Hierro auf. Er arbeitete auch mit Chuck Loeb, Richard Bona, Kevin Mahogany, Chano Domínguez, Javier Colina, Israel Sandoval und Jorge Pardo.

## Diskographische Hinweise
- Mbalax (Manzana 1994).
- Kike Perdomo (Latidos 2001)
- Transición (Latidos 2003, mit Bill Evans)
- A World of Music (2008, mit Chano Domínguez, Eric Marienthal, Torsten de Winkel)
- Ac&Funk (96k, 2009, mit Chuck Loeb, Israel Sandoval, Torsten de Winkel, Sergio García, Borja Barrueta, Martin Leiton, Audun Waage)
- Celebrate Brooklyn (2013, mit Greg August, Vince Cherico, Mark Lomanno, Greg Ritchie, George Dulin, Joseph Lepore, Jeroen Truyen)